# Olympische Sommerspiele 1936/Schießen
Bei den XI. Olympischen Sommerspielen 1936 in Berlin fanden drei Wettbewerbe im Sportschießen statt. Austragungsort war der Schießstand am Wannsee.
Für die olympischen Schießwettbewerbe hatten sich Sportler aus 25 Ländern angemeldet. Die Disziplinen waren zum einen das Kleinkaliberschießen (30 Schuss, 50 m, liegend freihändig), das Pistolen-Schnellfeuerschießen (6 Silhouettenscheiben auf 25 m) und das Präzisionspistolenschießen (60 Schuss, 50 m).

## Bilanz

### Medaillenspiegel
| Platz  | Land            | Gold | Silber | Bronze | Gesamt |
| ------ | --------------- | ---- | ------ | ------ | ------ |
| 1      | Deutsches Reich | 1    | 2      | –      | 3      |
| 2      | Schweden        | 1    | –      | 1      | 2      |
| 3      | Norwegen        | 1    | –      | –      | 1      |
| 4      | Ungarn          | –    | 1      | –      | 1      |
| 5      | Frankreich      | –    | –      | 1      | 1      |
| 5      | Polen           | –    | –      | 1      | 1      |
| Gesamt | Gesamt          | 3    | 3      | 3      | 9      |

### Medaillengewinner
| Disziplin                 | Gold                     | Silber                | Bronze                       |
| ------------------------- | ------------------------ | --------------------- | ---------------------------- |
| Kleinkaliber liegend 50 m | Willy Røgeberg (NOR)     | Ralph Berzsenyi (HUN) | Władysław Karaś (POL)        |
| Freie Pistole 50 m        | Torsten Ullman (SWE)     | Erich Krempel (GER)   | Charles des Jamonières (FRA) |
| Schnellfeuerpistole 25 m  | Cornelius van Oyen (GER) | Heinz Hax (GER)       | Torsten Ullman (SWE)         |

## Ergebnisse

### Kleinkaliber liegend 50 m
| Platz | Land | Sportler                     | Punkte |
| ----- | ---- | ---------------------------- | ------ |
| 1     | NOR  | Willy Røgeberg               | 300    |
| 2     | HUN  | Ralph Berzsenyi              | 296    |
| 3     | POL  | Władysław Karaś              | 296    |
| 4     | PHI  | Martin Gison                 | 296    |
| 5     | BRA  | José Mello                   | 296    |
| 6     | FRA  | Jacques Mazoyer              | 296    |
| 7     | MEX  | Gustavo Huet                 | 296    |
| 8     | FIN  | Bruno Frietsch               | 295    |
| 8     | DEN  | Vilhelm Johansen             | 295    |
| 8     | SWE  | Bertil Rönnmark              | 295    |
| 8     | HUN  | Zoltán Soós-Ruszka Hradetzky | 295    |
| 8     | ITA  | Mario Zorzi                  | 295    |

Datum: 8. August 1936 

66 Teilnehmer aus 25 Ländern

### Freie Pistole 50 m
| Platz | Land | Sportler               | Punkte   |
| ----- | ---- | ---------------------- | -------- |
| 1     | SWE  | Torsten Ullman         | 559 (OR) |
| 2     | GER  | Erich Krempel          | 544      |
| 3     | FRA  | Charles des Jamonières | 540      |
| 4     | FRA  | Marcel Bonin           | 538      |
| 5     | FIN  | Tapio Wartiovaara      | 537      |
| 6     | USA  | Elliott Jones          | 536      |
| 7     | GRE  | Georgios Stathis       | 532      |
| 8     | FIN  | Aatto Nuora            | 532      |

Datum: 6. bis 7. August 1936 

43 Teilnehmer aus 19 Ländern

### Schnellfeuerpistole 25 m
| Platz | Land | Sportler               | Punkte |
| ----- | ---- | ---------------------- | ------ |
| 1     | GER  | Cornelius van Oyen     | 36     |
| 2     | GER  | Heinz Hax              | 35     |
| 3     | SWE  | Torsten Ullman         | 34     |
| 4     | GRE  | Angelos Papadimas      | 34     |
| 5     | SWE  | Helge Meuller          | 33     |
| 6     | ITA  | Walter Boninsegni      | 29     |
| 7     | POL  | Kazimierz Suchorzewski | 29     |
| 8     | LAT  | Haralds Marvē          | 537    |

Datum: 6. August 1936 

53 Teilnehmer aus 22 Ländern